# جنگ جهانی دوم پشت درهای بسته: استالین، نازی‌ها و غرب
جنگ جهانی دوم پشت درهای بسته: استالین، نازی‌ها و غرب (انگلیسی: World War II Behind Closed Doors: Stalin, the Nazis and the West) یک مجموعهٔ تلویزیونی مستند محصول شبکه‌های بی‌بی‌سی/پی‌بی‌اس در مورد روابط آلمان و اتحاد شوروی پیش از ۱۹۴۱، در خلال جنگ جهانی دوم و پس از آن و همچنین نقش ژوزف استالین در جنگ جهانی دوم است. این مجموعهٔ مستند، حاوی مطالب بحث‌برانگیز جدیدی از بایگانی‌های شوروی است که تنها پس از فروپاشی اتحاد جماهیر شوروی در دسترس عموم قرار گرفت.
این مجموعه به موضوعاتی مانند سرپوش گذاشتن بریتانیا، آمریکا و شوروی بر کشتار کاتین، موافقت وینستون چرچیل در یالتا مبنی بر اینکه استالین باید دستاوردهای خود از پیمان مولوتوف–ریبنتروپ (ازجمله سرزمین کرسی لهستان) را حفظ کند، انتقال جمعیت لهستانی و خیانت یا مجازات شخصیت‌هایی مانند مارشال گئورگی ژوکوف، ویاچسلاو مولوتف و جان اچ. نوبل می‌پردازد.
مورخ بریتانیایی لارنس ریس گردآوری مدارک، پژوهش‌ها و نگارش فیلم‌نامه این مستند را به‌عهده داشت و کارگردانی آن توسط اندرو ویلیامز صورت پذیرفت.

## قسمت‌ها
| شماره | عنوان                   |
| --- | ----------------------- |
| ۱ | «دوستان نامحتمل ۱/۲»    |
| نگاهی به پیمان پیمان مولوتوف–ریبنتروپ در سال ۱۹۳۹ پس از تهاجم آلمان به لهستان همراه با برنامه‌ریزی و شروع عملیات بارباروسا، تهاجم آلمان به اتحاد جماهیر شوروی در سال ۱۹۴۱ دارد.                |                         |
| ۲ | «دوستان نامحتمل ۲/۲»    |
| بررسی رابطه بین اتحاد جماهیر شوروی و بریتانیا در طول جنگ، حمله ژاپنی‌ها به پرل هاربر و طرح‌هایی برای یک جبهه غربی در اروپا.                                                                     |                         |
| ۳ | «شکاف‌هایی در اتحاد ۱/۲» |
| نگاهی به کنفرانس مسکو بین استالین و چرچیل و دو نبرد در جبهه شرقی: نبرد استالینگراد و نبرد کورسک.                                                                                              |                         |
| ۴ | «شکاف‌هایی در اتحاد ۲/۲» |
| بررسی کنفرانس تهران، اولین کنفرانس بین "سه قدرت بزرگ"، روز D در فرانسه و قیام ورشو. |                         |
| ۵ | «تقسیم جهان ۱/۲»        |
| بررسی جزئیات عملیات اورلرد، نبرد آردن، کنفرانس یالتا، فشار بر برلین، و پیروزی بر آلمان از دیدگاه کشورهای متفق.                                                                                |                         |
| ۶ | «تقسیم جهان ۲/۲»        |
| تمرکز بر عملیات طوفان آگوست، پایان جنگ اقیانوس آرام، کنفرانس پوتسدام، سقوط گئورگی ژوکوف و ویاچسلاو مولوتف، مرگ ژوزف استالین، تا سقوط نهایی نفوذ کمونیست‌ها با فروریزی دیوار برلین در سال ۱۹۸۹. |                         |

## گزیدهٔ بازیگران
اسامی برخی از بازیگران این مستند به شرح زیر است:
- الکسی پترینکو در نقش ژوزف استالین
- باب گانتون در نقش فرانکلین دلانو روزولت
- پل هامپولتز در نقش وینستون چرچیل
- زیاد ابوخیر در نقش آدولف هیتلر
- مایکل جی. رینولدز در جرج مارشال
- سایمون ثورت در نقش آنتونی ایدن
- والری ژاکوف در نقش ویاچسلاو مولوتف
- کشیشتف دراچ در نقش لاورنتی بریا
- ریچارد آلمن در نقش هری ترومن